# Andrea Botez
Andrea Botez   (Vancouver, 6 d'abril de 2002) és una jugadora d'escacs, comentarista, streamer de Twitch i youtuber canadenc-nord-americana de Vancouver, Colúmbia Britànica, Canadà.

## Fons
Al canal de Twitch BotezLive, el pare de Botez, Andrei Botez, conegut per la comunitat com "Papa Botez", va explicar la història de la seva mudança al Canadà. Ell i la seva dona es van traslladar de la República Socialista de Romania al Canadà, abans que Alexandra, la germana gran d'Andrea, nasqués a Dallas. La família Botez es va traslladar a Texas, on les dues germanes van completar la seva escola. El seu pare va introduir l'Alexandra i l'Andrea als escacs als sis anys i va començar a entrenar-les. Al començament del seu entrenament d'escacs, l'Andrea acompanyava el seu pare i la seva germana, que ja competien en tornejos importants com el Campionat del món juvenil d'escacs, fet que va motivar a l'Andrea a començar a prendre's els escacs seriosament.

## Carrera

### Escacs
Botez va començar a jugar als escacs als sis anys, seguint els antecedents de la seva germana. Va començar a jugar als tornejos d'escacs dels EUA als set anys. El 2010, va guanyar el Campionat d'escacs juvenil canadenc de noies sub-8. El 2015, als tretze anys, es va convertir en la campiona femenina d'escacs de la Columbia Britànica. El mateix any, Botez també va guanyar el Susan Polgar National Open.
El 2016, Botez va quedar quarta al torneig SPFNO sub-14 de noies, i 13a a la Susan Polgar Foundation Girls' Invitational 2016.
Botez va assolir la seva puntuació clàssica més alta de la FIDE de 1773 el 2018 i la seva màxima puntuació dels EUA de 1933 el 2019. Al desembre de 2022, la seva classificació entre els jugadors actius del món era de 67.989, segons la seva puntuació.
El desembre de 2022, Botez va competir contra la WGM (Woman Grandmaster) Dina Belenkaya al Campionat Mogul Chessboxing; organitzat per Ludwig Ahgren. La lluita va consistir en 7 rondes alternades d'escacs i boxa, fins que un jugador/lluitador va aconseguir un nocaut tècnic o va ser mat. Com que Belenkaya podia fer escac i mat en un sol moviment, Botez va tenir èxit en aturar-se per esgotar el temps per a una ronda final de boxa per aconseguir un nocaut tècnic. Durant la ronda final de boxa, Belenkaya semblava escapar d'un nocaut tècnic i tornar als escacs. Quan només faltaven 6 segons, Botez es va rendir en lloc de permetre escac i mat i Belenkaya va ser anunciada com la guanyadora. La victòria va ser controvertida, ja que els espectadors van adonar-se que Botez havia rebut un TKO que els oficials no van notar, i l'àrbitre del partit va ser criticat per la manera com es va gestionar el TKO. El compte de Twitter de l'organitzador "Mogul Moves" va anunciar un resultat actualitzat després d'una revisió de la lluita". . . [Botez] hauria d'haver rebut un TKO després que l'àrbitre iniciés el quart recompte permanent de la lluita". L'actualització va donar com a resultat que tant Belenkaya com Botez fossin guanyadores. La germana de Botez va criticar l'àrbitre immediatament després del partit, mentre que Botez va criticar l'àrbitre en la seva retransmissió de Twitch i va recordar que l'àrbitre li va demanar disculpes per l'error de nocaut tècnic. Més tard, Botez es va presentar en consideració per al proper Creator Clash, un esdeveniment benèfic de boxa organitzat per iDubbbz, mentre que Belenkaya va suggerir una revancha.

### Creació de continguts
Al costat de la seva germana, Botez dirigeix el canal de Twitch BotezLive, que, al maig de 2022, té 1,1 milions de seguidors amb més de 18,3 milions de visualitzacions. Va començar a ajudar la seva germana el 2020 jugant als escacs i en altres streams de varietat i al canal de YouTube BotezLive que, al maig de 2022, té més de 800.000 subscriptors i 140 milions de visualitzacions.
A causa de la seva popularitat a diverses plataformes de contingut, les germanes Botez es van convertir en algunes de les figures més conegudes de la plataforma Chess.com, juntament amb el GM Hikaru Nakamura i la WGM Qiyu Zhou.
El 21 de desembre de 2020, Andrea i Alexandra van signar un contracte amb Envy Gaming com a creadors de contingut en el llançament de la xarxa de creadors i el programa d'ambaixadors de l'organització. Més tard es traslladarien a Los Angeles, on s'unirien a altres creadors de contingut com JustaMinx i CodeMiko a l'Envy Content House.
Al seu compte personal de TikTok, on publica els moments destacats de les seves retransmissions de Twitch, tendències de TikTok i vídeos breus de la seva vida diària, Botez ha aconseguit més de 310 mil seguidors i 5,9 milions de likes.

## Espectacles en viatges
Quan l'Andrea i l'Alexandra no emeten des de la seva instal·lació habitual a casa jugant a escacs o fent diverses activitats, les dues germanes organitzen un programa al seu canal de Twitch anomenat "Botez Abroad" on viatgen a grans ciutats d'arreu del món i transmeten les seves partides en persona davant d'un públic en directe.

## PogChamps
A la segona iteració del torneig d'escacs amateur en línia Pogchamps, Botez va formar part de l'equip de comentaristes. El 2021, Botez va tornar a participar al torneig de Pogchamps 3, doblant-se com a entrenadora de CodeMiko i com a comentarista, i, una vegada més, es va incorporar a l'equip de comentarista de Pogchamps 4.

## Caritat
El 2020, Botez va participar en el matx per equips Zoomers Play Chess per ajudar a recaptar fons per als nens afectats per la pandèmia de la COVID-19.

## Premis i nominacions
| Curs | Cerimònia           | Categoria                | Resultat   | Ref.   |
| ---- | ------------------- | ------------------------ | ---------- | ------ |
| 2022 | The Streamer Awards | Millor streamer d'escacs | Guanyadora | [ 27 ] |